# 懷亞特冰川
68°18′S 66°10′W / 68.300°S 66.167°W
懷亞特冰川是南極洲的冰川，位於葛拉漢地南部，長11公里，由美國的探險隊拍攝空中照片，以德塔耶島的醫生命名，現時由南極條約體系管理。